# Rudolf Rocholl
Friedrich Wilhelm Rudolf Rocholl (* 27. September 1822 in Rhoden; † 26. November 1905 in Düsseldorf) war ein lutherischer Theologe und Geschichtsphilosoph.

## Leben

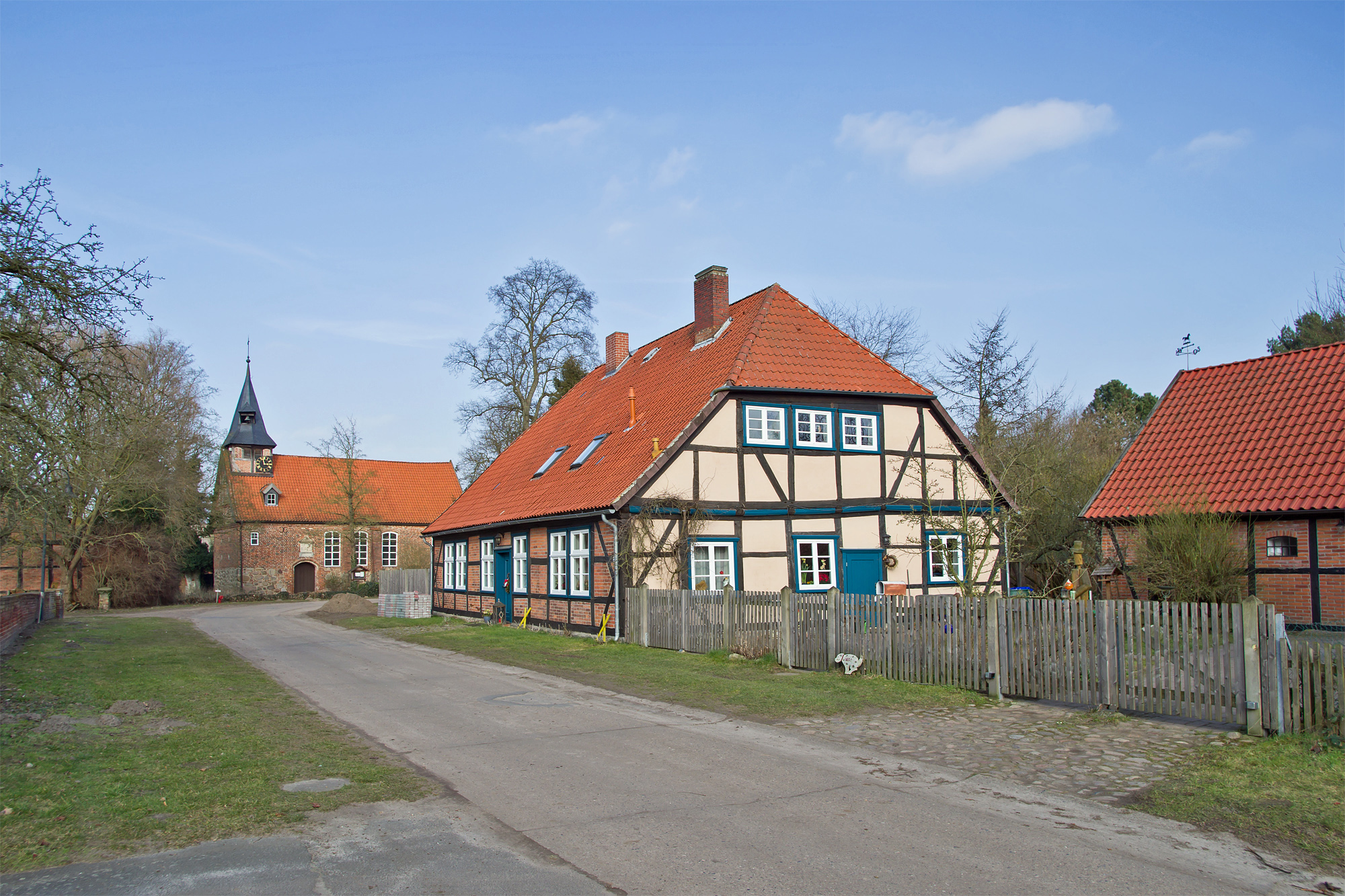
Ehem. Pfarrhaus in Breese im Bruche; im Hintergrund die Gutskapelle

Rocholl stammte mütterlicherseits aus dem Pfarrergeschlecht Steinmetz. Generalsuperintendent Rudolf Steinmetz war sein Onkel. Rocholl studierte in Jena und Berlin, war Hauslehrer in Wien und wurde anschließend Pfarrer. Er verließ 1861 seine Stelle nach einer Auseinandersetzung mit der Kirchenleitung und wurde von Graf August von Grote für dessen Gutskapelle in Breese für mehrere Jahre eingestellt. 1867 wurde er Superintendent in Göttingen. Liberale Strömungen in der Kirche, eine Vereinigung mit den Reformierten (Preußische Union), den Einfluss des Staates auf die Kirche und die Einführung der Zivilehe lehnte er ab. Deswegen wurde er 1878 seines Amtes enthoben und verließ die Hannoversche Landeskirche. Er wendete sich den Altlutheranern zu und führte bis 1891 in Breslau die Gemeinde. Danach lebte er in Düsseldorf. Rudolf Rocholl ist ein Vertreter der protestantischen Denkschule des 19. Jahrhunderts, die als Konfessionalismus bezeichnet wird.
Rocholl ist der Vater des Schlachten- und Landschaftsmalers Theodor Rocholl und Großvater des Archivars und Historikers Hans Schubert.

## Schriften (Auswahl)
- Über Eichendorff und die romantische Dichterschule. 1849.
- Elias. Skizzen aus einem heiligen Texte, Leipzig 1852.
- Beiträge zu einer Geschichte deutscher Theosophie. Mit besonderer Rücksicht auf Molitors „Philosophie der Geschichte“. Schlawitz, Berlin 1856.
- Das Leben Philipp Nicolais. Weiland Pfarrherrn zu Wildungen. Schlawitz, Berlin 1860.
- J. G. Hamann. Ein Vortrag, gehalten im Evangelischen Verein zu Hannover. In: Reiner Wild (Hrsg.): Johann Georg Hamann (= Wege der Forschung; Bd. 511). Wissenschaftliche Buchgemeinschaft, Darmstadt 1978, ISBN 3-534-07347-9, S. 91–118 (Nachdr. d. Ausg. Meyer, Hannover 1861).
- Christophorus. Altes und Neues aus Wald und Heide. 5. Aufl. 1904 (EA 1862; 2 Bde.).
- Über Volkskirche und Freikirche. 1862.
- Graf Wolrad von Waldeck. Ein Beitrag zur Reformationsgeschichte. Hannover 1863.
- Des Pfarrers Sonntag. 2. Aufl. Hannover 1896.
- Die Realpräsenz. Das Lehrstück von der Gegenwart des Herrn bei den Seinen; ein Beitrag zur Christologie. Bertelsmann, Gütersloh 1875.
- Philosophie der Geschichte. Vandenhoeck & Ruprecht 1878/93.

1. Darstellung und Kritik der Versuche zu einem Aufbau derselben. 1878.
2. Der positive Aufbau. 1893.

- Der letzte Tag. Vortrag, gehalten am 2. Februar 1881 im evangelisch-lutherischen Vereinshaus zu Leipzig. Leipzig 1881.
- Einsame Wege. Verlag Justus Naumann, Leipzig 1881/98 (2 Bde.; Autobiographie).
- Rupert von Deutz. Beiträge zur Geschichte der Kirche im XII. Jahrhundert. Bertelsmann, Gütersloh 1886.
- Karl Eichhorn. Akten zur neusten Kirchengeschichte. Leipzig 1890.
- Das protestantische Elend. Ein offener Brief an Herrn Hofprediger a.D. Stöcker. Verlag Justus Naumann, Leipzig 1892.
- Geschichte der evangelischen Kirche in Deutschland. Deichert, Leipzig 1897.
- Aetiora quaero. Drei Kapitel über Spiritualismus und Realismus. Deichert, Leipzig 1899.
- Der christliche Gottesbegriff. Ein Beitrag zur spekulativen Theologie. Vandenhoeck & Ruprecht, Göttingen 1900.
- Bessarion. Studie zur Geschichte der Renaissance. Deichert, Leipzig 1904.